# Tadej Pogačar
Tadej Pogačar (* 21. September 1998 in Ljubljana) ist ein slowenischer Radrennfahrer. Er wurde Gesamtsieger der Tour-de-France-Austragungen 2020, 2021, 2024 und 2025 sowie des Giro d’Italia 2024 und konnte nicht nur die Straßenweltmeisterschaft 2024, sondern auch zahlreiche Monumente des Radsports für sich entscheiden.

## Sportliche Laufbahn

### 2016
2016 hatte Tadej Pogačar erste internationale Erfolge im Juniorenbereich, als er den Giro della Lunigiana und eine Etappe der Internationalen Friedensfahrt der Junioren gewann. Zudem belegte er bei den Junioren-Europameisterschaften Platz drei im Straßenrennen und wurde slowenischer Junioren-Meister im Einzelzeitfahren.

### 2017 und 2018
In seinem ersten Jahr bei den Erwachsenen, 2017, gewann Pogačar jeweils die Nachwuchswertungen der Slowenien-Rundfahrt und des Carpathian Couriers Race. 2018 entschied er den Giro della Regione Friuli Venezia Giulia, die Tour de l’Avenir, die Trofeo Gianfranco Bianchin und den Grand Prix Priessnitz spa für sich sowie erneut die Nachwuchswertung der Slowenien-Rundfahrt, und er wurde Dritter der Gesamtwertung der Istrian Spring Trophy. Bei den UCI-Straßen-Weltmeisterschaften belegte er im U23-Straßenrennen Platz sieben.

### 2019: Profi-Vertrag bei UAE Team Emirates
Im Jahr 2019 erhielt Pogačar einen Zweijahresvertrag beim UCI WorldTeam UAE Team Emirates. Nachdem er seine ersten UCI-WorldTour-Rennen bei der Tour Down Under und dem Cadel Evans Great Ocean Road Race bestritten hatte, gewann er die Gesamtwertung der Algarve-Rundfahrt, wobei er die Führung bereits auf der zweiten Etappe mit einem Sieg auf der Alto da Fóia übernahm und tags drauf im Zeitfahren als Fünfter verteidigte. Im Anschluss fuhr er bei der Baskenland-Rundfahrt als Sechster erstmals in die Top 10 eines UCI-WorldTour-Etappenrennens und bestritt mit Lüttich–Bastogne–Lüttich sein erstes Monument des Radsports. Im Mai ging er bei der Kalifornien-Rundfahrt an den Start und übernahm mit einem Etappensieg auf dem Mount Baldy die Führung in der Gesamtwertung. Da er noch keine 21 Jahre alt war und somit in den USA noch keinen Alkohol trinken durfte, erhielt er bei der Siegerehrung nicht – wie üblich – eine Flasche Champagner, sondern einen Plüschbären. In Abwesenheit von Primož Roglič wurde er im Alter von 20 Jahren erstmals slowenischer Meister im Zeitfahren, ehe er als Gesamtvierter die Nachwuchswertung der Slowenien-Rundfahrt gewann. Noch bevor er bei der Vuelta a España sein Grand-Tour-Debüt gab, verlängerte er im Juni seinen laufenden Vertrag bis ins Jahr 2023.

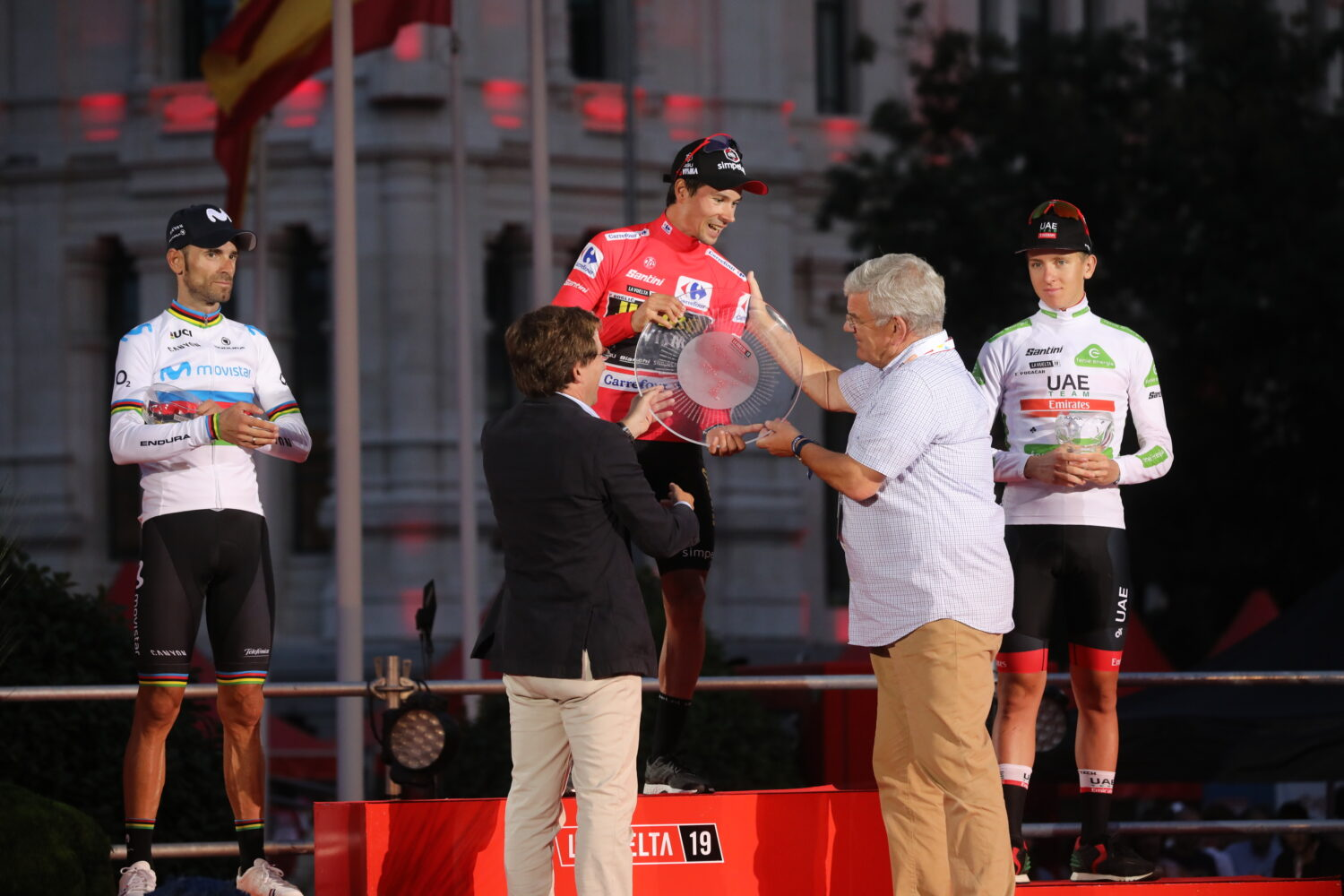
Pogačar (rechts) wird Gesamtdritter der Vuelta a España 2019

Bei der Vuelta a España 2019 ging Tadej Pogačar im Alter von 20 Jahren als jüngster Fahrer an den Start. Bereits in der ersten Woche wartete er mit mehreren guten Resultaten auf und lag in den Top 10 der Gesamtwertung, ehe er die Bergankunft der 9. Etappe gewann. Mit einem weiteren Sieg auf der 13. Etappe übernahm er die Nachwuchswertung und rückte auf den dritten Gesamtrang vor. Nachdem er in der dritten Woche zunächst auf den fünften Gesamtrang abgerutscht war und das Weiße Trikot des besten Nachwuchsfahrers an Miguel Ángel López abgeben musste, griff er auf der vorletzten Etappe rund 40 Kilometer vor dem Ziel an und feierte auf den Plataformas de Gredos seinen dritten Etappensieg mit einem Vorsprung von mehr als eineinhalb Minuten. Zugleich fixierte er den Sieg in der Nachwuchswertung und stand in Madrid hinter Primož Roglič und Alejandro Valverde als Gesamtdritter auf dem Podest. Bei seinen ersten Straßenradsport-Weltmeisterschaften in der Elite-Klasse belegte er am Ende der Saison als bester Slowene den 18. Rang.

### 2020: Erster Tour-de-France-Sieg

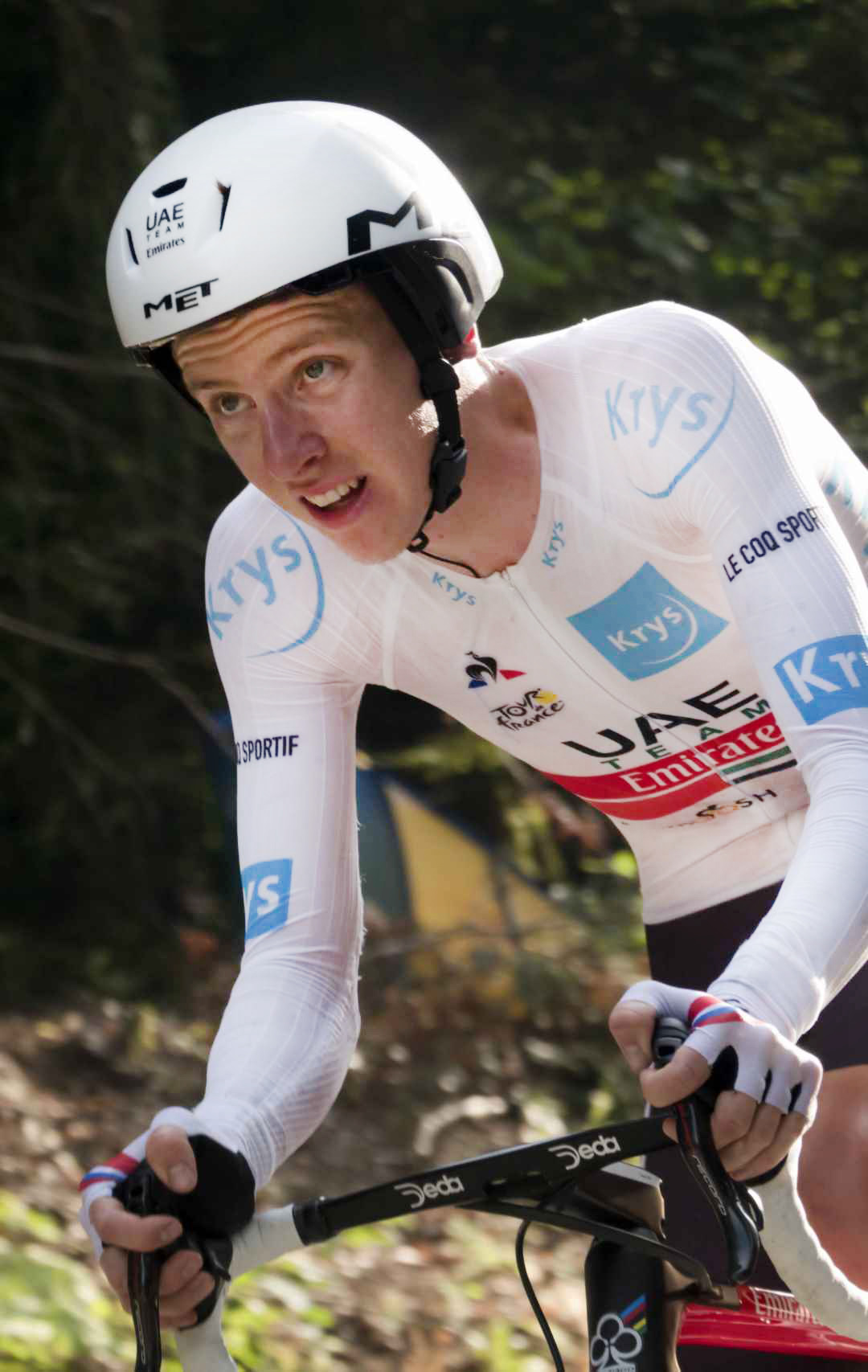
Pogačar übernimmt im Zeitfahren der 20. Etappe das Gelbes Trikot und gewinnt die Tour de France 2020

Im Frühjahr der Saison 2020 gewann Pogačar nach zwei Etappensiegen die Gesamtwertung der Valencia-Rundfahrt und musste sich bei der UAE Tour nur dem Briten Adam Yates geschlagen geben. Der Slowene gewann jedoch die abschließende Bergankunft auf dem Jabal Hafeet und setzte sich in der Nachwuchswertung durch. Nach der durch die COVID-19-Pandemie bedingten Rennpause nahm er im Juni bei den slowenischen Meisterschaften teil. Zunächst musste er sich Primož Roglič im Straßenrennen geschlagen geben, ehe er seinen älteren Landsmann im Einzelzeitfahren auf die Pokljuka bezwang und so seinen zweiten nationalen Titel feierte. Nach guten Leistungen bei der Strade Bianche und bei Mailand–Sanremo nutzte Pogačar die verkürzte Austragung des Critérium du Dauphiné, um sich auf seine erste Tour de France vorzubereiten. Dabei belegte er den vierten Gesamtrang. Bei der Tour de France 2020 ging Tadej Pogačar als Kapitän des UAE Team Emirates an den Start. Auf der 4. Etappe, die mit einer Bergankunft in Orcières Merlette endete, belegte er hinter Primož Roglič den zweiten Rang und übernahm die Führung in der Nachwuchswertung. Nachdem er im Seitenwind der 7. Etappe eine Minute und 21 Sekunden auf die anderen Gesamtklassement-Fahrer verloren hatte, griff Pogačar tags darauf im Schlussanstieg der ersten Pyrenäen-Etappe an und holte sich so 40 Sekunden zurück. Dabei absolvierte er die Ostauffahrt des Col de Peyresourde in einer neuen Rekordzeit. Auf dem anschließenden 9. Abschnitt gewann er seine erste Tour-de-France-Etappe, als er sich in Laruns im Sprint vor Primož Roglič und Marc Hirschi durchsetzte. In der zweiten Woche der Frankreich-Rundfahrt präsentierte sich Tadej Pogačar als größter Herausforderer von Primož Roglič und konnte diesem als einziger Fahrer im Schlussanstieg der 13. Etappe folgen. Bei der Bergankunft der 15. Etappe konnte er seinen mittlerweile gesamtführenden Landsmann im Sprint auf dem Grand Colombier besiegen und feierte seinen zweiten Etappensieg. Zu Beginn der dritten und letzten Woche lag Pogačar 40 Sekunden hinter Roglič, verlor auf der Königsetappe (17. Etappe), die auf dem Col de la Loze zu Ende ging, jedoch 15 weitere Sekunden. Auf der vorletzten Etappe, die im Rahmen eines Einzelzeitfahrens auf die Planche des Belles Filles führte, übernahm Pogačar die Gesamtführung, da er die 36,2 Kilometer lange Strecke in Bestzeit fast zwei Minuten schneller als Primož Roglič absolvierte und so seinen Rückstand von 57 Sekunden gutmachte. Tags drauf fuhr er im Gelben Trikot in Paris ein und kürte sich im Alter von 21 Jahren nach Henri Cornet, der bei seinem Sieg im Jahr 1904 erst 19 Jahre alt gewesen war, zum zweitjüngsten Gewinner der Tour de France. Weiters gewann er bei dieser Austragung neben der Gesamt- auch die Berg- und die Nachwuchswertung. Am Ende der Saison sprintete er bei Lüttich–Bastogne–Lüttich hinter Primož Roglič und Marc Hirschi als Dritter zu seinem ersten Podiumsplatz bei einem Monument des Radsports.

### 2021: Titelverteidigung

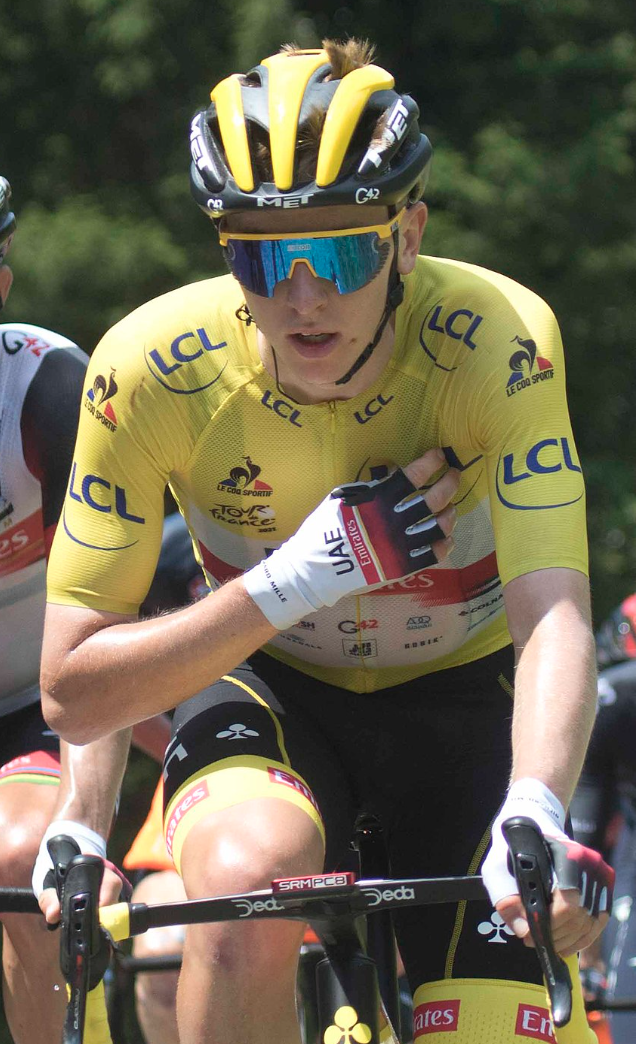
Pogačar (Tour de France 2021)

Im Jahr 2021 gewann Pogačar mit der UAE Tour und Tirreno–Adriatico zwei Etappenrennen der UCI WorldTour. Bei beiden Rundfahrten gewann er jeweils eine Etappe, ehe er nach Platz sieben bei der Strade Bianche auch bei der Baskenland-Rundfahrt einen Tagessieg feierte. In der Gesamtwertung musste er sich jedoch dem Jumbo-Visma-Duo Primož Roglič und Jonas Vingegaard geschlagen geben. Nachdem das UAE Team Emirates seinen Start beim La Flèche Wallonne wegen positiver COVID-19-Tests zurückgezogen hatte, gewann Tadej Pogačar wenige Tage später mit Lüttich–Bastogne–Lüttich sein erstes Monument des Radsports. Dabei setzte sich der mittlerweile 22-Jährige im Sprint aus einer fünf Fahrer umfassenden Spitzengruppe vor dem Weltmeister Julian Alaphilippe und dessen Landsmann David Gaudu durch. Nach einer längeren Rennpause bestritt Pogačar im Juni die Slowenien-Rundfahrt, bei der er die 2. Etappe nach einem Solo über mehr als 20 Kilometer gewann und sich schlussendlich mit einem Vorsprung von rund eineinhalb Minuten in der Gesamtwertung vor seinem Teamkollegen Diego Ulissi durchsetzte. Bei der Tour de France 2021 ging Tadej Pogačar im Anschluss neben Primož Roglič als einer der Favoriten an den Start. Sein Landsmann kam jedoch bereits auf der 3. Etappe zu Sturz und gab die Rundfahrt noch in der ersten Woche auf. Pogačar hingegen hielt sich auf den ersten Etappen schadlos und gewann das flache Einzelzeitfahren der 5. Etappe, ehe er mit einem Angriff auf der ersten Alpen-Etappe das Gelbe Trikot übernahm. Tags darauf griff er bei der ersten Bergankunft in Tignes an und ging mit einem Vorsprung von mehr als zwei Minuten in den ersten Ruhetag. Im weiteren Verlauf der Rundfahrt gewann er die Bergankünfte auf dem Col de Portet (17. Etappe) und in Luz Ardiden (18. Etappe) und sicherte sich seinen zweiten Tour-de-France-Sieg mit einem Vorsprung von fünf Minuten und 20 Sekunden. Einzig auf der 11. Etappe konnte er einem Angriff des Dänen Jonas Vingegaard im Anstieg des Mont Ventoux nicht folgen, schloss die Lücke jedoch in der anschließenden Abfahrt. Wie im Vorjahr gewann er neben der Gesamt- auch die Berg- und Nachwuchswertung. Nach der Tour de France ging Tadej Pogačar für die slowenische Nationalmannschaft bei den Olympischen Spielen von Tokio an den Start und gewann hinter Richard Carapaz und Wout van Aert die Bronzemedaille im Straßenrennen. Kurze Zeit später wurde bekannt, dass Pogačar seinen Vertrag beim UAE Team Emirates um weitere sechs Jahre bis 2027 verlängerte, was bis dato die längste Laufzeit für einen Vertrag im Profi-Radsport darstellte. Zum Saisonende ging er bei den Straßenradsport-Europameisterschaften und Weltmeisterschaften an den Start und gewann mit der Lombardei-Rundfahrt sein zweites Radsportmonument.

### 2022: Duell mit Jonas Vingegaard

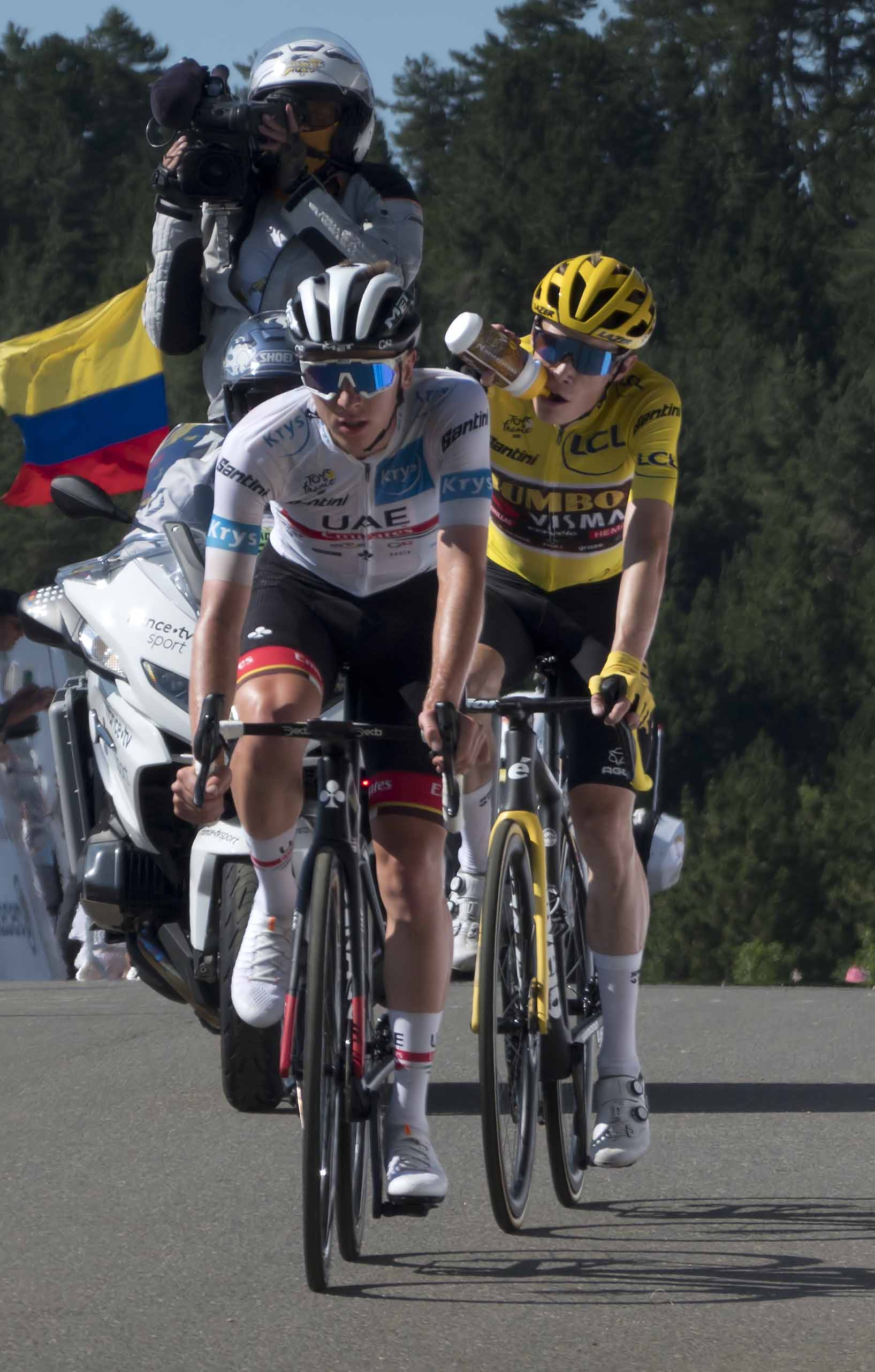
Tadej Pogačar (weiß) und Jonas Vingegaard (gelb) auf der 14. Etappe der Tour de France 2022

In der Saison 2022 wiederholte Tadej Pogačar seine Gesamtsiege bei der UAE Tour und bei Tirreno–Adriatico. Diesmal konnte er jedoch bei beiden Etappenrennen zwei Etappen gewinnen. Dazwischen ging er zum dritten Mal bei der Strade Bianche an den Start und triumphierte auf dem Piazza del Campo, nachdem er sich rund 50 Kilometer vor dem Ziel als Solist im Schotter-Sektor Monte Sante Marie abgesetzt hatte. Bei Mailand–Sanremo belegte er den fünften Platz und kam mit der ersten größeren Gruppe ins Ziel, ehe er mit Dwars door Vlaanderen erstmals ein belgisches Kopfsteinpflaster-Rennen bestritt. Wenige Wochen später ging er bei der Flandern-Rundfahrt an den Start. Im Finale griff er bei den letzten beiden Auffahrten des Oude Kwaremont an, wobei ihm einzig der Vorjahressieger Mathieu van der Poel folgen konnte. Im Schlussanstieg des Paterberg forcierte Pogačar erneut das Tempo, konnte den Niederländer jedoch nicht distanzieren, der das Rennen schlussendlich im Sprint für sich entschied. Tadej Pogačar verpasste als Vierter nur knapp einen Podestplatz, da er auf den letzten Metern von der herannahenden Verfolgergruppe eingeholt wurde. Nach den Kopfsteinpflaster-Klassikern fokussierte sich Pogačar auf die Ardennen-Klassiker, nahm Lüttich–Bastogne–Lüttich aufgrund des Todes der Mutter seiner Freundin Urška Žigart jedoch nicht in Angriff. In Vorbereitung auf die Tour de France ging er neuerlich bei der Slowenien-Rundfahrt an den Start, wo er zwei Etappen und die Gesamtwertung gewann. Auf der 4. Etappe setzte er sich gemeinsam mit seinem Teamkollegen Rafał Majka von den restlichen Fahrern ab und überließ dem Polen nach einem Schere, Stein, Papier-Duell den Etappensieg. Bei der Tour de France 2022 belegte Tadej Pogačar im Auftaktzeitfahren den 3. Rang, ehe er auf der 5. Etappe, die über die von Paris–Roubaix bekannten Kopfsteinpflaster-Passagen führte, angriff. Gemeinsam mit dem Belgier Jasper Stuyven konnte er jedoch nur 13 Sekunden auf seine Kontrahenten herausfahren. Auf der 6. Etappe übernahm er mit einem Etappensieg in Longwy das Gelbe Trikot, in dem er tags drauf die erste Bergankunft auf der Planche des Belles Filles gewann. Als sein stärkster Konkurrent erwies sich dabei der Däne Jonas Vingegaard, nachdem dessen Teamkollege Primož Roglič bereits in der ersten Woche viel Zeit verloren hatte. Auf der 11. Etappe griffen Jonas Vingegaard und Primož Roglič den gesamtführenden Pogačar abwechselnd im Anstieg des Col du Galibier an, ehe sich Jonas Vingegaard im Schlussanstieg des Col de Granon absetzen konnte. Der Däne fuhr einen Vorsprung von fast drei Minuten heraus und übernahm die Gesamtführung, während Pogačar das Ziel als Sechster erreichte. Auf den anschließenden Etappen versuchte Tadej Pogačar das Gelbe Trikot zurückzuerobern, was ihm jedoch nicht gelang. Schlussendlich wurde er mit einem Rückstand von zwei Minuten und 43 Sekunden Zweiter, entschied jedoch zum dritten Mal in Folge die Nachwuchswertung für sich. Weiters gewann er mit dem 17. Abschnitt eine weitere Etappe. Am Ende der Saison folgten Siege beim Grand Prix Cycliste de Montréal, der Tre Valli Varesine und der Lombardei-Rundfahrt, die er im Zweier-Sprint vor dem Spanier Enric Mas gewann.

### 2023: Sieg bei der Flandern-Rundfahrt

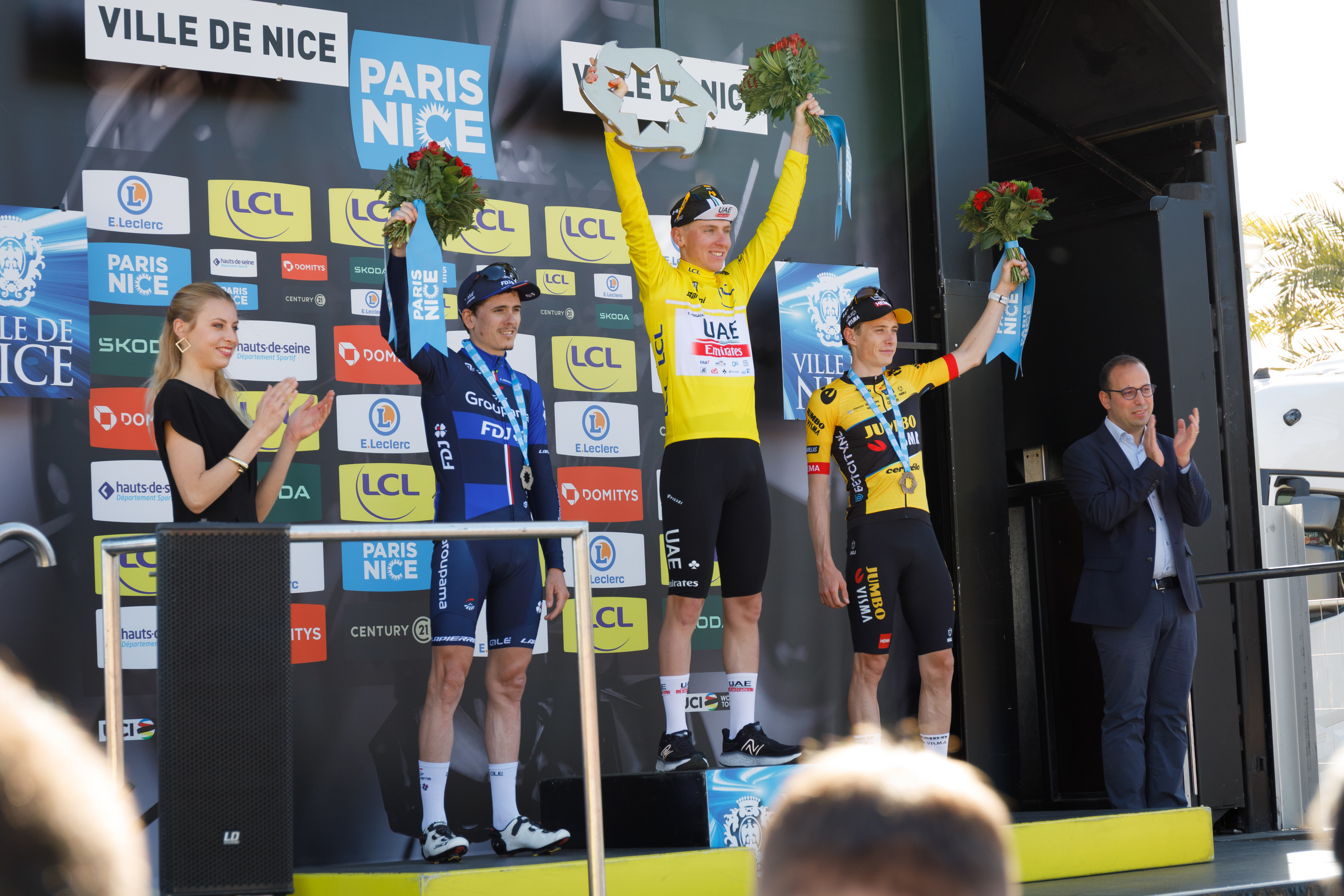
Tadej Pogačar gewinnt Paris–Nizza 2023

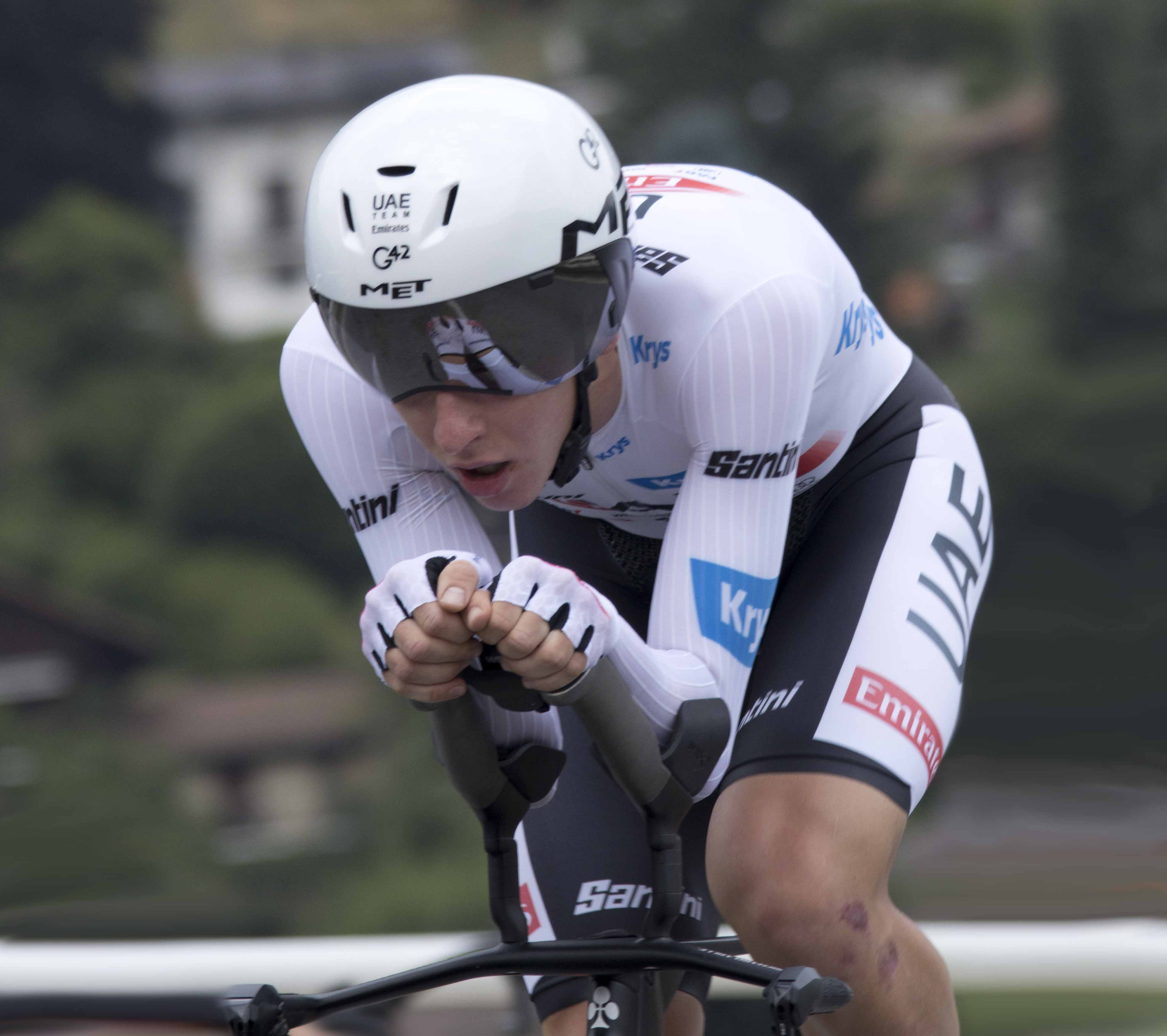
Pogačar im Zeitfahren der Tour de France 2023

Im Jahr 2023 gab Tadej Pogačar sein Saison-Debüt bei dem spanischen Schotter-Rennen Clásica Jaén Paraíso Interior, das er nach einem Solo von rund 36 Kilometern gewann. Im Anschluss bestritt er die Andalusien-Rundfahrt und gewann drei der fünf Etappen, wodurch er sich souverän die Gesamtwertung und Punktewertung sicherte. Bei Paris–Nizza kam es zum Duell zwischen Tadej Pogačar und Jonas Vingegaard, wobei sich der zwischenzeitlich 24-jährige Slowene mit drei Etappensiegen in der Gesamtwertung durchsetzte. Im März ging er bei Mailand–Sanremo an den Start und griff im Anstieg des Poggio an, wobei ihm mit Mathieu van der Poel, Wout van Aert und Filippo Ganna nur vier Fahrer folgen konnten. Als Vierter verpasste er jedoch einen Podestplatz. Bei den anschließenden belgischen Kopfsteinpflaster-Klassikern wurde er zunächst hinter Wout van Aert und Mathieu van der Poel Dritter der E3 Saxo Bank Classic, ehe er sich bei der Flandern-Rundfahrt in der letzten Auffahrt des Oude Kwaremont als Solist absetzen konnte und so ein Drittes der Fünf Monumente des Radsports gewann. Zudem schaffte er es erst als dritter Fahrer nach Louison Bobet und Eddy Merckx die Flandern-Rundfahrt und die Tour de France zu gewinnen. Im Anschluss ging Pogačar bei den Ardennen-Klassikern an den Start und gewann das Amstel Gold Race und den Flèche Wallonne. Bei Lüttich–Bastogne–Lüttich kam er in der frühen Rennphase zu Sturz und erlitt einen Kahnbeinbruch. Er musste das Rennen aufgeben und eine längere Trainingspause einlegen. Nach seiner Genesung absolvierte er vor der Tour de France nur die beiden Rennen der slowenischen Meisterschaften, wobei er das Zeitfahren und Straßenrennen gewann. Auf der 5. Etappe, die die Tour de France 2023 in die Pyrenäen führte, konnte Tadej Pogačar dem Dänen Jonas Vingegaard im Anstieg des Col de Marie-Blanque nicht folgen und verlor rund eine Minute auf seinen größten Kontrahenten. Auf der nachfolgenden 6. Etappe absolvierten die beiden die Ostauffahrt des Col du Tourmalet in einer neuen Rekordzeit, ehe sich Tadej Pogačar im Schlussanstieg nach Cauterets-Cambasque von Jonas Vingegaard absetzen konnte und die Etappe mit einem Vorsprung von 24 Sekunden gewann. Auf der 9. Etappe und 13. Etappe fuhr er in den Anstiegen des Puy de Dôme bzw. Grand Colombier erneut einen kleinen Vorsprung heraus und lag in der Gesamtwertung zwischenzeitlich nur noch neun Sekunden zurück. Nachdem sich die beiden auf der ersten Alpen-Etappe als ebenbürtig erwiesen hatten, verlor Pogačar im Einzelzeitfahren der 16. Etappe mehr als eineinhalb Minuten auf Jonas Vingegaard, ehe er tags drauf auf der Königsetappe (17. Etappe) im Schlussanstieg des Col de la Loze einbrach und das Ziel mit einem Rückstand von mehr als fünf Minuten erreichte. Auf dem 20. Abschnitt feierte Pogačar in Le Markstein seinen zweiten Etappensieg und beendete die Tour de France schlussendlich mit einem Rückstand von sieben Minuten und 29 Sekunden auf dem zweiten Gesamtrang. Er gewann ein letztes Mal die Nachwuchswertung, die er bislang als einziger Fahrer vier Mal für sich entscheiden konnte. Nach der Tour de France ging Tadej Pogačar zum vierten Mal bei den Radsport-Weltmeisterschaften in Glasgow an den Start und konnte hinter Mathieu van der Poel und Wout van Aert erstmals eine Medaille gewinnen. Am Ende der Saison bestritt er mehrere italienische Eintagesrennen, ehe er die Lombardei-Rundfahrt zum dritten Mal in Folge für sich entschied. Diesmal setzte er sich rund 30 Kilometer vor Ziel als Solist ab und gewann mit einem Vorsprung von rund einer Minute.

### 2024: Triple Crown (Giro, Tour und WM)

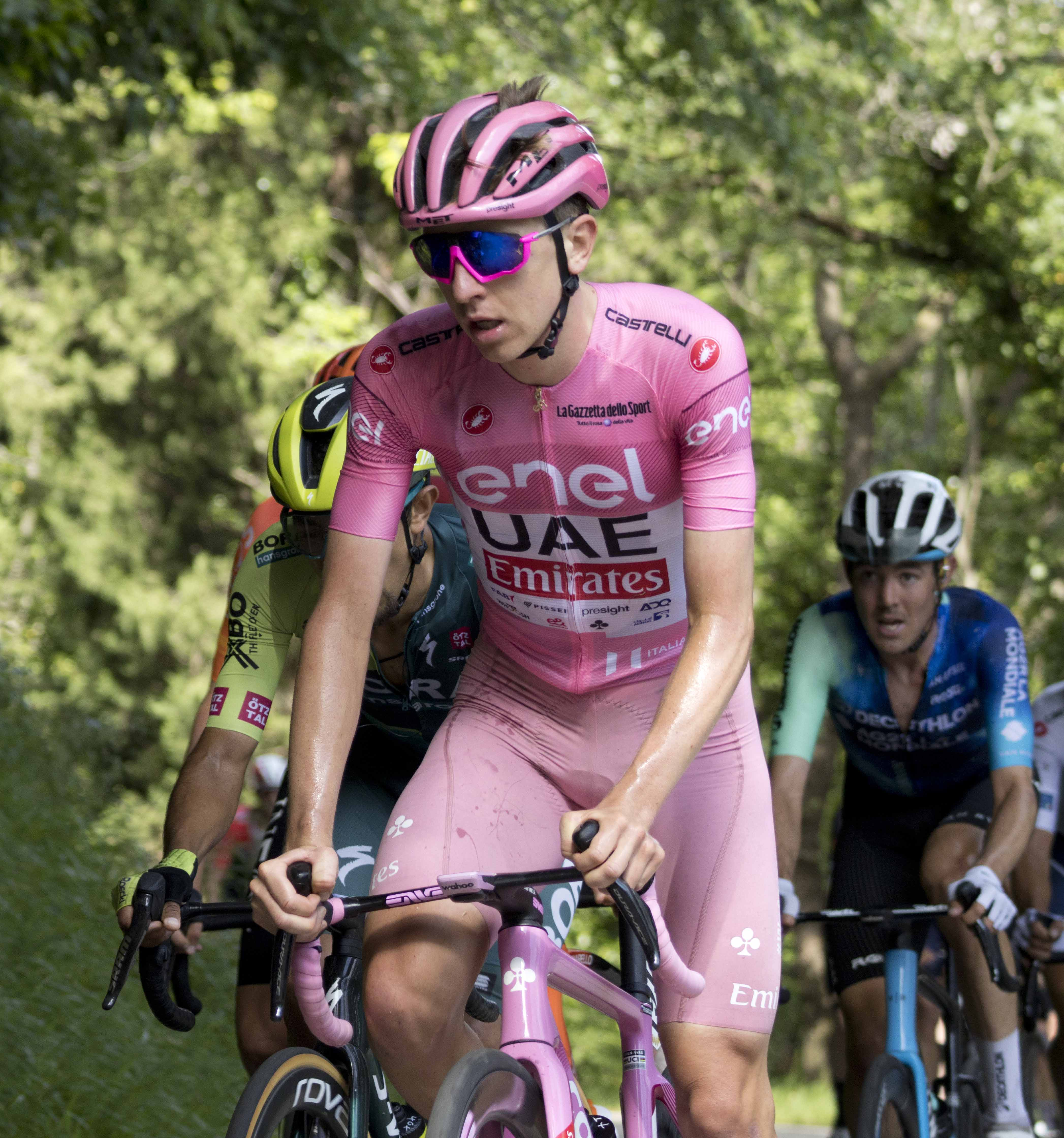
Tadej Pogačar gewinnt den Giro d’Italia 2024

Im Jahr 2024 startete Pogačar erst bei den Strade Bianche Anfang März in die Saison. Er griff 81 Kilometer vor dem Ziel an, konnte zeitweise mehr als vier Minuten Vorsprung auf seine ersten Verfolger herausfahren und erreichte das Ziel auf dem Piazza del Campo mit 2:44 Vorsprung. Bei Mailand–Sanremo griff er im Anstieg des Poggio zweimal an, konnte sich jedoch nicht entscheidend absetzen und wurde im Sprint auf der Via Roma hinter Jasper Philipsen und Michael Matthews Dritter. Zwei Tage später ging er mit der Katalonien-Rundfahrt bei seinem ersten Etappenrennen des Jahres 2024 an den Start und gewann die Gesamtwertung nach vier Etappensiegen. Zudem sicherte er sich auch die Punkte- und Bergwertung und gewann das Etappenrennen mit dem größten Zeitabstand seit dem Jahr 1983. Bei Lüttich–Bastogne–Lüttich setzte er sich rund 35 Kilometer vor dem Ziel in der Côte de la Redoute ab und gewann sein insgesamt sechstes Monument mit einem Vorsprung von mehr als einer Minute. Nachdem er sich zum Auftakt des Giro d’Italia im Sprint Jhonatan Narváez und Maximilian Schachmann hatte geschlagen geben müssen, gewann er die Bergankunft der 2. Etappe in Oropa und übernahm so die Maglia Rosa. Im Rosa Trikot war er im Anschluss im Einzelzeitfahren der 7. Etappe und bei der Bergankunft der 8. Etappe in Prati di Tivo erfolgreich. Mit dem Sieg auf der Königsetappe (15. Etappe) und dem zweiten Platz im zweiten Einzelzeitfahren baute er seinen Vorsprung im Gesamtklassement auf über sechseinhalb Minuten aus. Auch auf der 16. Etappe holte er sich den Sieg, als er den letzten verbliebenen Ausreißer weniger als einen Kilometer vor dem Ziel überholte. Nach dem 20. und damit vorletzten Teilstück war sein Zeitvorsprung durch den Sieg bei dieser Hochgebirgsetappe auf weit über neun Minuten angewachsen. Er gewann dann die 107. Austragung des Giro d’Italia mit einem großen Vorsprung von neun Minuten und 56 Sekunden.

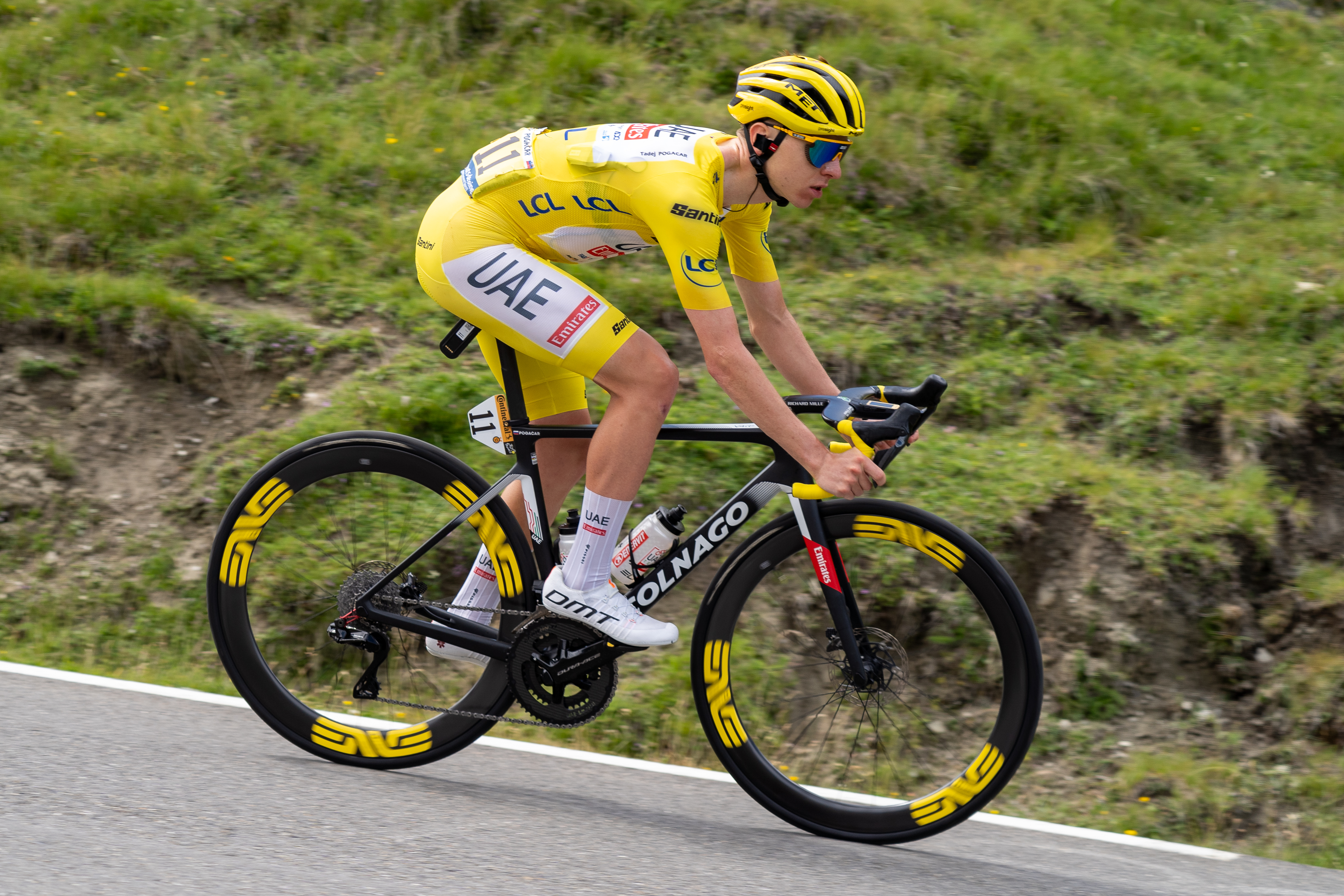
Tadej Pogačar gewinnt auch die Tour de France und schafft als achter Fahrer das Grand Tour-Double

Bei der Tour de France übernahm Pogačar nach Platz vier auf der Auftaktetappe bereits am zweiten Abschnitt das Gelbe Trikot. Nachdem er die Gesamtführung aufgrund der Etappenplatzierungen auf der 3. Etappe an Richard Carapaz hatte abgeben müssen, nutzte er tags darauf die Vorarbeit seiner Mannschaftskollegen und griff auf den letzten Metern des Col du Galibier an. Mit Jonas Vingegaard konnte er auch seinen größten Konkurrenten abschütteln und überquerte die Passhöhe mit einem Vorsprung von wenigen Sekunden. In der anschließenden Abfahrt baute er seinen Vorsprung weiter aus und gewann mit einem Abstand von 35 Sekunden in Valloire. Zugleich übernahm er erneut die Gesamtführung. Im Einzelzeitfahren der 7. Etappe musste er sich nur dem Weltmeister Remco Evenepoel geschlagen geben, ehe er mehrmals auf den Schotteretappen des 9. Abschnitts angriff. Er konnte sich jedoch nicht entscheidend absetzen. Nach dem ersten Ruhetag griff er auf der 11. Etappe rund 30 Kilometer vor dem Ziel im Anstieg des Pas de Peyrol an und setzte sich als Solist ab. Im Nachfolgenden Col du Pertus schloss Jonas Vingegaard die Lücke von rund einer halben Minute und bezwang den Slowenen im Zielsprint von Le Lioran. Tadej Pogačar verteidigte das Gelbe Trikot und lag vor den Pyrenäen-Etappen etwas mehr als eine Minute vor Remco Evenepoel und Jonas Vingegaard. Im Anschluss gewann er die Bergankünfte auf dem Pla d’Adet und dem Plateau de Beille in Rekordzeit und baute seinen Vorsprung auf mehr als drei Minuten aus. Auch in den Alpen präsentierte er sich als stärkster Fahrer und gewann die Bergankünfte der 19. und 20. Etappe sowie das Abschlusszeitfahren von Nizza. Mit sechs Etappensiegen sicherte er sich seinen dritten Tour-de-France-Gesamtsieg mit einem Vorsprung von 6 Minuten und 17 Sekunden vor Jonas Vingegaard. Zudem schaffte er als achter Fahrer das „Grand Tour-Double“ aus Giro d’Italia und Tour de France. Dies war zuvor nur Fausto Coppi, Jacques Anquetil, Eddy Merckx, Bernard Hinault, Stephen Roche, Miguel Indurain und Marco Pantani gelungen.

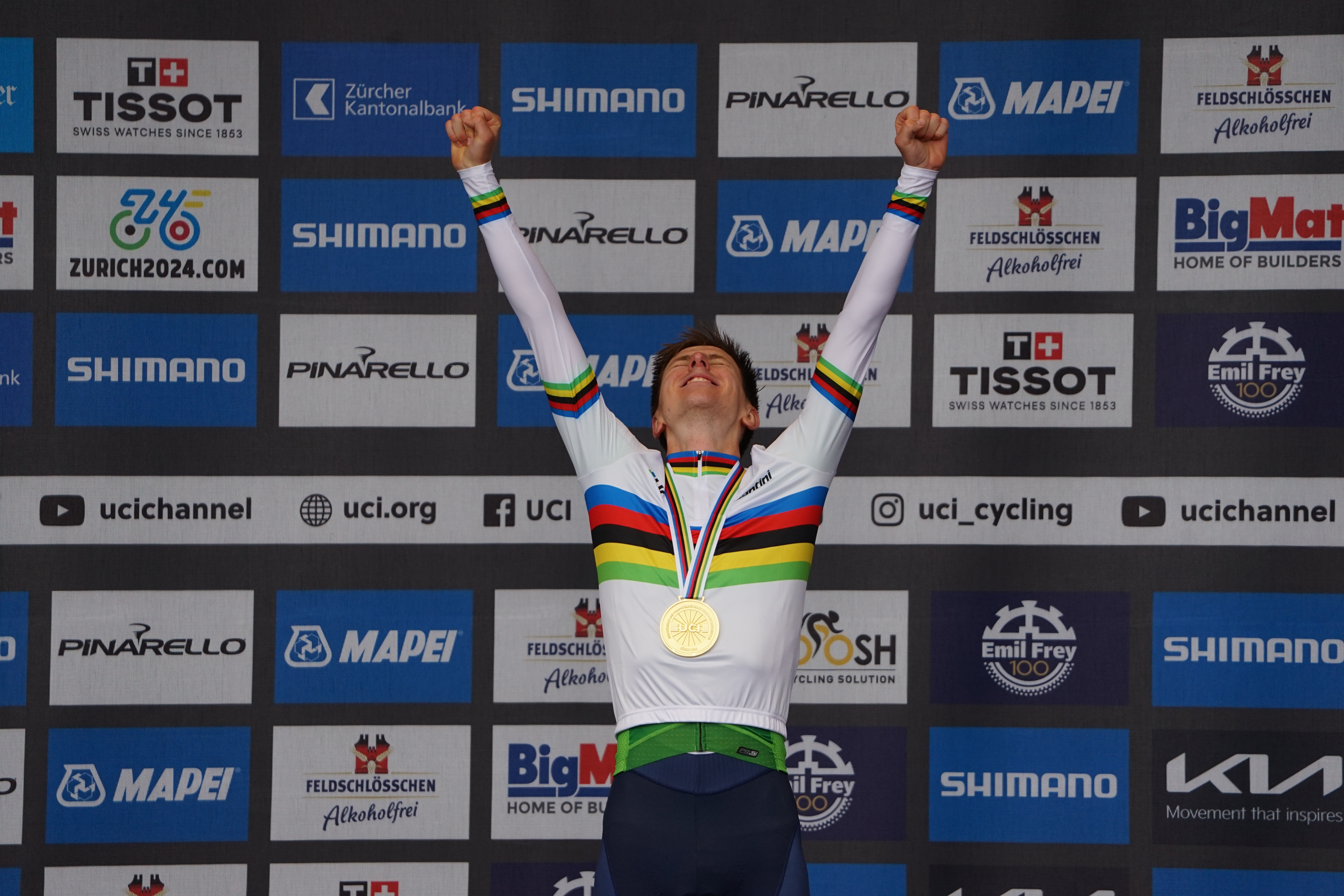
Mit dem Weltmeistertitel schafft Pogačar als dritter Fahrer die Triple Crown

Nur einen Tag nach der Tour de France sagte er seinen Start bei den Olympischen Spielen wegen Müdigkeit ab. Ein weiterer Grund war die nicht-Nominierung seiner Freundin Urška Žigart, obwohl sie zu diesem Zeitpunkt zu den besten slowenischen Radsportlerinnen zählte. Im September kehrte Tadej Pogačar im Rahmen der kanadischen WorldTour-Rennen ins Renngeschehen zurück, wobei er in Vorbereitung auf die Straßenradsport-Weltmeisterschaften den Grand Prix Cycliste de Montréal zum zweiten Mal gewann. Beim Straßenrennen der Straßenradsport-Weltmeisterschaften 2024 löste sich Pogačar etwa 100 km vor dem Ziel aus dem Peloton und wurde nach einer 51,7 km langen Solo-Flucht als erster Slowene Weltmeister. Zudem war er nach Eddy Merckx (1974) und Stephen Roche (1987) erst der dritte Fahrer, der den Giro d’Italia, die Tour de France und das Straßenrennen der Straßenradsport-Weltmeisterschaften in einem Jahr gewann. Im Regenbogentrikot siegte Tadej Pogačar zu Saisonende beim Giro de Emilia und gewann auch das letzte Radsportmonument der Saison, die Lombardei-Rundfahrt, nach einem Solo von fast 50 Kilometern. Mit seinem vierten Sieg in Folge stellte er zudem den Rekord der italienischen Radsportikone Fausto Coppi ein.

### 2025: Vierter Tour-de-France-Sieg und Erfolge bei den Klassikern

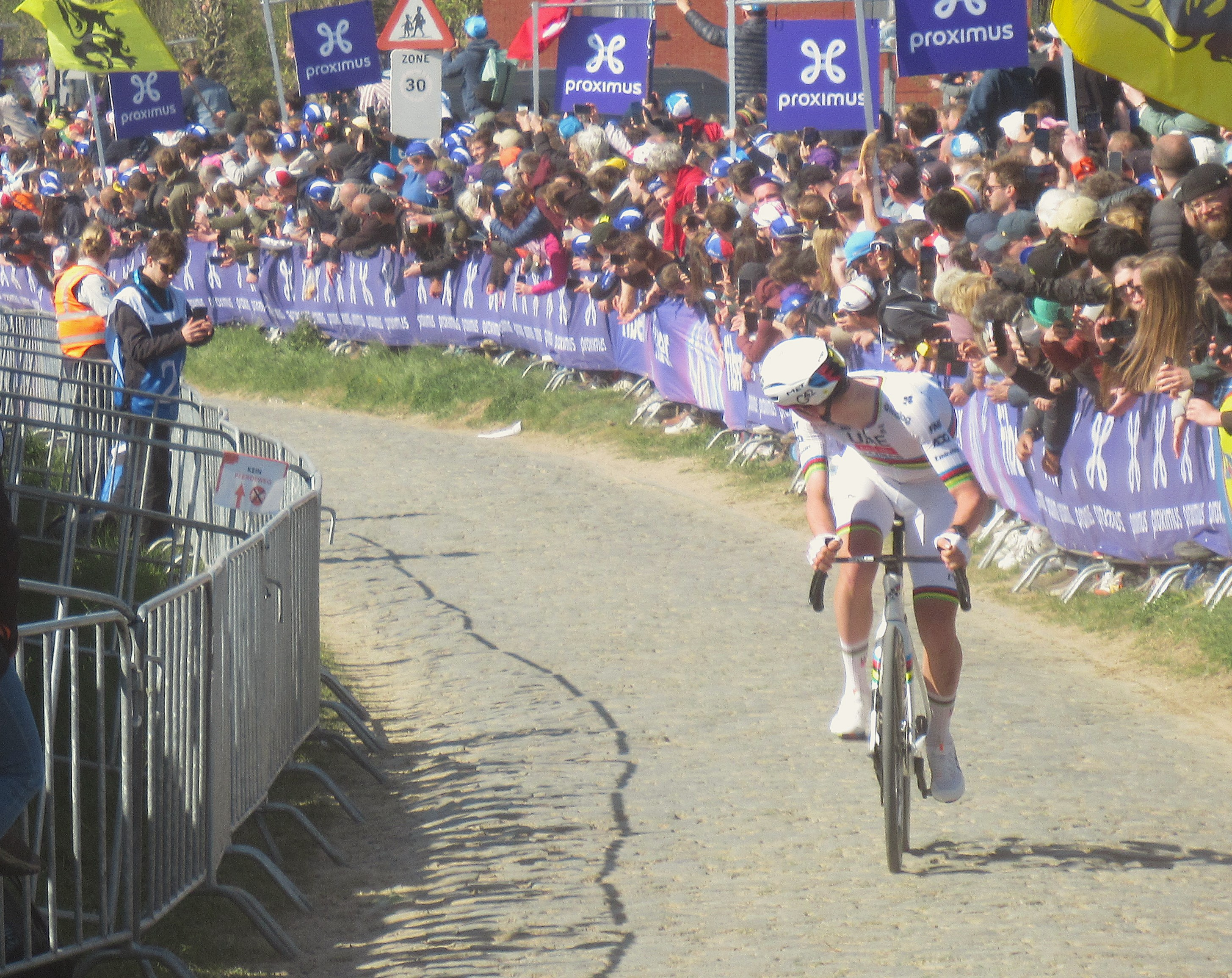
Im Regenbogentrikot gewinnt Pogačar die Flandern-Rundfahrt 2025

In der Saison 2025 gab Tadej Pogačar die Titelverteidigung bei der Tour de France und den Weltmeisterschaften von Kigali als Ziel aus. Neben Mailand–Sanremo und Lüttich–Bastogne–Lüttich plante er zudem, nach einem Jahr Abwesenheit zur Flandern-Rundfahrt zurückzukehren. Sein erstes Saisonrennen bestritt er bei der UAE Tour, wo er beide Bergankünfte gewann und sich zum dritten Mal in der Gesamtwertung durchsetzte. Im März gewann er die Strade Bianche zum dritten Mal, wobei er nach einem frühen Angriff zu Sturz kam und das Rennen mit mehreren Abschürfungen fortsetzte. Dennoch distanzierte er mit Thomas Pidcock seinen letzten Begleiter rund 18 Kilometer vor dem Ziel und setzte sich schlussendlich mit einem Vorsprung von mehr als einer Minute durch. Zwei Wochen später trat er bei Mailand–Sanremo im Anstieg der Cipressa an und setzte sich rund 25 Kilometer vor dem Ziel gemeinsam mit Mathieu van der Poel und Filippo Ganna von den restlichen Fahrern ab. Im anschließenden Poggio griff er mehrere Male an, konnte Mathieu van der Poel jedoch nicht distanzieren. Im Sprint belegte er schlussendlich den dritten Rang, wobei er sich auch Filippo Ganna geschlagen geben musste, der zwischenzeitlich im Poggio bereits abgehängt worden war. Vier Tage später gab er nach längeren Spekulationen am 26. März sein Debüt bei Paris–Roubaix bekannt. Nach seinem zweiten Sieg bei der Flandern-Rundfahrt, wo er sich erneut in der abschließenden Auffahrt des Oude Kwaremont absetzte, galt er auch bei diesem Rennen als Mitfavorit. Bei Paris–Roubaix präsentierte sich Pogačar neben Mathieu van der Poel als stärkster Fahrer, kam jedoch rund 40 Kilometer vor dem Ziel in einer Rechtskurve des Sektors Pont-Thibaut à Ennevelin zu Sturz. Dennoch beendete er das Rennen mit einem Rückstand von einer Minute und 18 Sekunden auf dem zweiten Platz und stand somit bei jedem Monument des Radsports mindestens einmal auf dem Podest. Eine Woche später nahm Pogačar die Ardennen-Klassiker in Angriff und beendete das Amstel Gold Race als Zweiter, nachdem er nach einem frühen Angriff im Finale von Remco Evenepoel und Mattias Skjelmose Jensen eingeholt wurde und letzterem im Sprint unterlag. Wenige Tage später gewann er zum zweiten Mal den Flèche Wallonne, wobei er in der Schlusssteigung der Mur de Huy zehn Sekunden auf seine Konkurrenten herausfuhr. Zum Abschluss der Frühjahres-Saison siegte er auch bei Lüttich–Bastogne–Lüttich, womit Tadej Pogačar im Alter von 26 Jahren bereits sein neuntes Monument gewann. Er setzte sich dabei 35 Kilometer vor dem Ziel im Anstieg der Côte de la Redoute ab und erreichte das Ziel mit einem Vorsprung von etwas mehr als einer Minute.
Nach einer längeren Rennpause, ging Tadej Pogačar im Juni beim Critérium du Dauphiné an den Start. Er gewann die 1. Etappe, wobei er sich im Finale des hügeligen Parcours gemeinsam mit Jonas Vingegaard, Remco Evenepoel und Mathieu van der Poel absetzte. Nachdem er die Gesamtführung zwischenzeitlich abgeben hatte müssen, triumphierte er bei der ersten Bergankunft in Combloux mit einem Vorsprung von rund einer Minute vor Jonas Vingegaard. Den entscheidenden Angriff lancierte er dabei in der Côte de Domancy, in der er zwei Jahre zuvor in einem Einzelzeitfahren viel Zeit bei der Tour de France 2023 gegenüber dem Dänen eingebüßt hatte. Nach einem weiteren Etappensieg in Valmeinier gewann er die Gesamtwertung schlussendlich mit einem Vorsprung von 59 Sekunden vor Jonas Vingegaard.

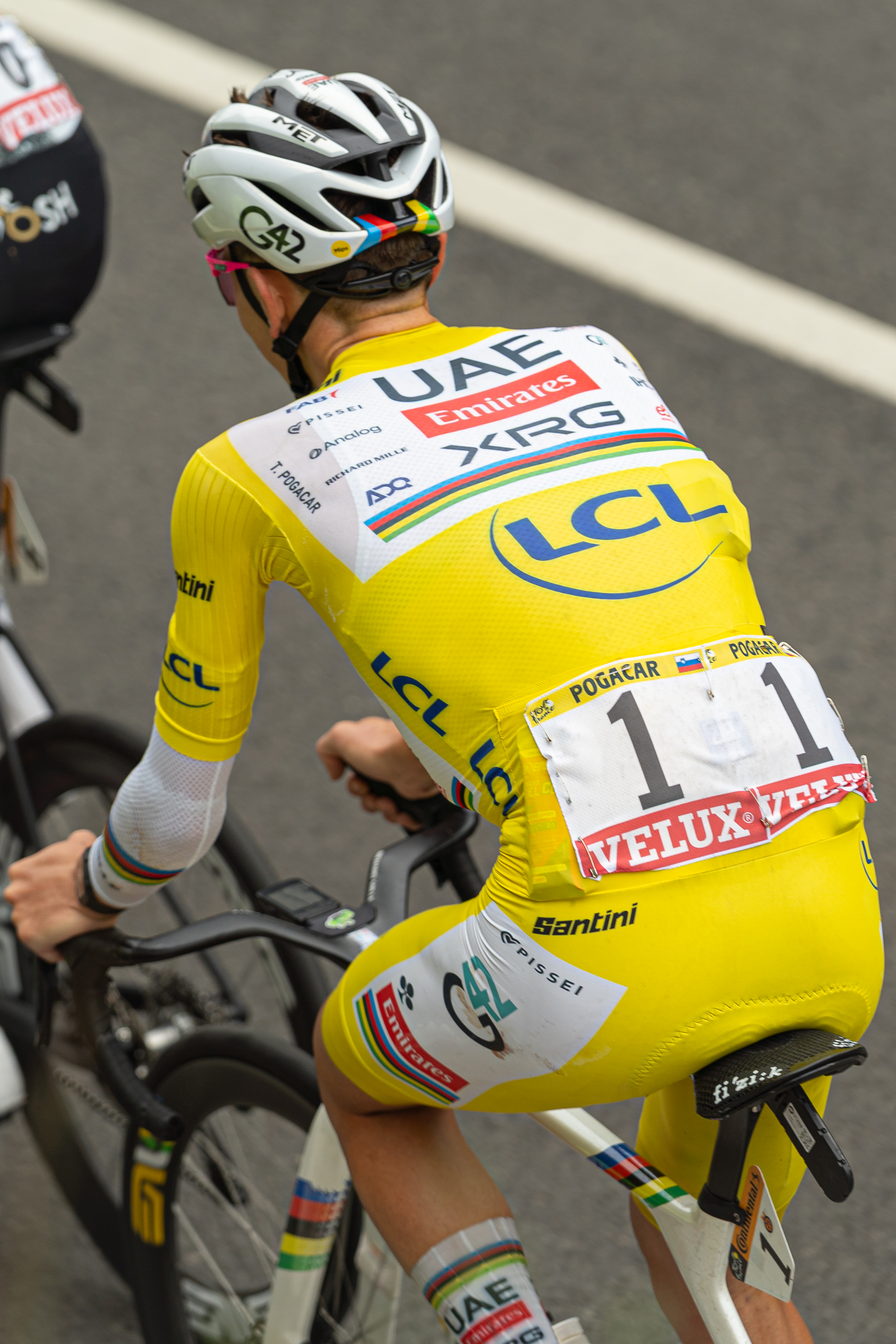
Im Jahr 2025 gewinnt Tadej Pogačar als Weltmeister seine vierte Tour de France

Bei der Tour de France ging Tadej Pogačar als Top-Favorit an den Start. Nachdem er sich in den Windstaffeln der 1. Etappe schadlos gehalten hatte, musste er sich tags darauf nur dem Niederländer Mathieu van der Poel geschlagen geben. Auf der 4. Etappe gewann der Slowene die hüglige Etappe von Rouen und feierte somit im Alter von nur 26 Jahren seinen insgesamt 100. Karriere-Erfolg als Profi. Einen Tag später wurde er im Einzelzeitfahren von Caen Zweiter hinter dem Belgier Remco Evenepoel und schlüpfte zugleich ins Gelbe Trikot, wobei sein Vorsprung auf Jonas Vingegaard bereits mehr als eine Minute betrug. Nachdem Tadej Pogačar das Gelbe Trikot für einen Tag an Mathieu van der Poel abgegeben hatte, holte er es auf der 7. Etappe mit seinem zweiten Etappensieg auf der Mûr-de-Bretagne zurück. Dabei setzte er sich im Bergauf-Sprint vor Jonas Vingegaard durch. Am Ende der ersten Woche übernahm der Ire Ben Healy die Gesamtführung, ehe es in die Pyrenäen ging. Bereits bei der ersten Bergankunft, die in Hautacam zu Ende ging, wurde der Weltmeister seiner Favoriten-Rolle einmal mehr gerecht und distanzierte seine Herausforderer bei seinem dritten Etappensieg mit mehr als zwei Minuten. Tags drauf gewann er auch das Bergzeitfahren der 13. Etappe und baute seinen Vorsprung in der Gesamtwertung auf mehr als vier Minuten aus. Auf den verbliebenen Etappen konnte Tadej Pogačar allen Attacken von Jonas Vingegaard folgen und fuhr so als Gesamtsieger in Paris ein. Auf der abschließenden Etappe kämpfte er zudem um den Etappensieg auf der Champs Élysées, wobei er dem Belgier Wout van Aert in der letzten Auffahrt des Montmartre nicht folgen konnte und den Zielstrich als Vierter überquerte. Neben seinem vierten Tour-de-France-Gesamtsieg gewann Tadej Pogačar auch die Bergwertung und wurde Zweiter der Punktewertung. Darüber hinaus war Tadej Pogačar nach Eddy Merckx (1972), Bernard Hinault (1981) und Greg Lemond (1990) erst der vierte Fahrer, der die Tour de France im Regenbogentrikot des amtierenden Weltmeisters gewinnen konnte.

## Privatleben
Tadej Pogačar wuchs in Klanec bei Komenda als drittes von vier Kindern auf. Seine Mutter lehrt als Französischlehrerin an einem Gymnasium, sein Vater ist Verkaufsleiter. Die Eltern leben in Slowenien. Pogačar wohnt in Monaco. Seine Freundin ist die slowenische Radrennfahrerin Urška Žigart.

## Erfolge
2016

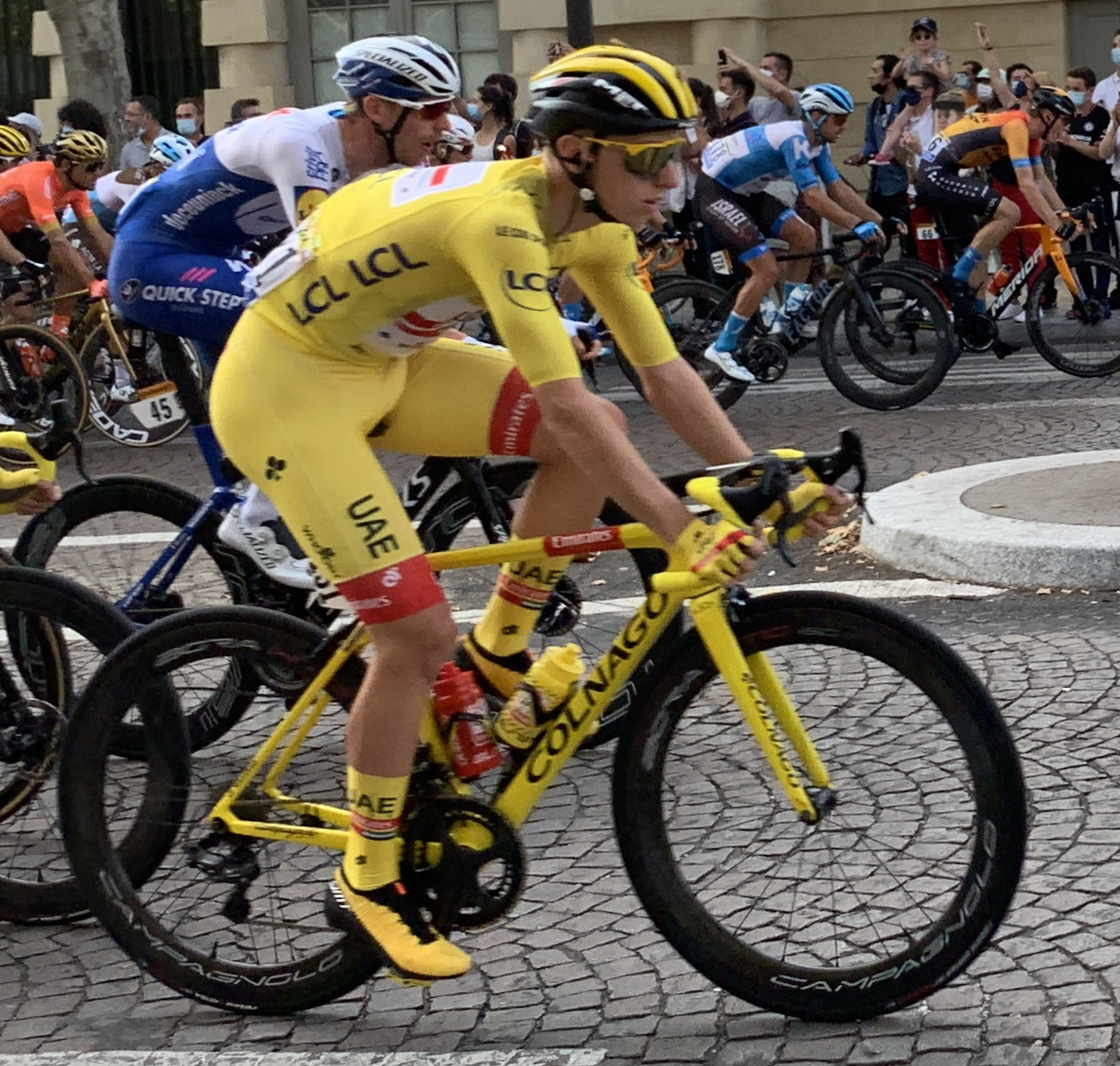
Pogačar im Gelben Trikot bei der 21. Etappe der Tour de France 2020

- Junioren-Europameisterschaft – Straßenrennen
- Gesamtwertung, eine Etappe und Punktewertung Giro della Lunigiana
- eine Etappe Course de la Paix Juniors
- Slowenischer Junioren-Meister – Einzelzeitfahren

2017
- Nachwuchswertung Slowenien-Rundfahrt
- Nachwuchswertung Carpathian Couriers Race

2018
- Gesamtwertung und Nachwuchswertung Giro della Regione Friuli Venezia Giulia
- Gesamtwertung Tour de l’Avenir
- Nachwuchswertung Slowenien-Rundfahrt
- Gesamtwertung, eine Etappe, Bergwertung und Nachwuchswertung Grand Prix Priessnitz spa

2019
- Gesamtwertung, eine Etappe und Nachwuchswertung Algarve-Rundfahrt
- Nachwuchswertung Baskenland-Rundfahrt
- Gesamtwertung, eine Etappe und Nachwuchswertung Kalifornien-Rundfahrt
- Slowenischer Meister – Einzelzeitfahren
- Nachwuchswertung Slowenien-Rundfahrt
- drei Etappen und  Nachwuchswertung Vuelta a España

2020
- Gesamtwertung, zwei Etappen und Nachwuchswertung Valencia-Rundfahrt
- eine Etappe und Nachwuchswertung UAE Tour
- Slowenischer Meister – Einzelzeitfahren
- Gesamtwertung, drei Etappen,  Bergwertung und  Nachwuchswertung Tour de France

2021
- Gesamtwertung, eine Etappe und Nachwuchswertung UAE Tour
- Gesamtwertung, eine Etappe, Bergwertung und Nachwuchswertung Tirreno–Adriatico
- eine Etappe Baskenland-Rundfahrt
- Lüttich–Bastogne–Lüttich
- Gesamtwertung, eine Etappe und Bergwertung Slowenien-Rundfahrt
- Gesamtwertung, drei Etappen,  Bergwertung und  Nachwuchswertung Tour de France
- Olympische Sommerspiele – Straßenrennen
- Il Lombardia

2022
- Gesamtwertung, zwei Etappen und Nachwuchswertung UAE Tour
- Strade Bianche
- Gesamtwertung, zwei Etappen, Punktewertung und Nachwuchswertung Tirreno–Adriatico
- Gesamtwertung, zwei Etappen und Punktewertung Slowenien-Rundfahrt
- drei Etappen und  Nachwuchswertung Tour de France
- Grand Prix Cycliste de Montréal
- Tre Valli Varesine
- Il Lombardia

2023
- Clásica Jaén Paraíso Interior
- Gesamtwertung, drei Etappen und Punktewertung Andalusien-Rundfahrt
- Gesamtwertung, drei Etappen, Punktewertung und Nachwuchswertung Paris–Nizza
- Flandern-Rundfahrt
- Amstel Gold Race
- La Flèche Wallonne
- Slowenischer Meister – Einzelzeitfahren, Straßenrennen
- zwei Etappen und  Nachwuchswertung Tour de France
- Weltmeisterschaft – Straßenrennen
- Il Lombardia

2024
- Strade Bianche
- Gesamtwertung, vier Etappen, Punktewertung und Bergwertung Katalonien-Rundfahrt
- Lüttich–Bastogne–Lüttich
- Gesamtwertung, sechs Etappen und  Bergwertung Giro d’Italia
- Gesamtwertung und sechs Etappen Tour de France
- Grand Prix Cycliste de Montréal
- Weltmeister – Straßenrennen
- Giro dell’Emilia
- Il Lombardia

2025
- Gesamtwertung und zwei Etappen UAE Tour
- Strade Bianche
- Flandern-Rundfahrt
- La Flèche Wallonne
- Lüttich–Bastogne–Lüttich
- Gesamtwertung, drei Etappen und Punktewertung Critérium du Dauphiné
- Gesamtwertung, vier Etappen und  Bergwertung Tour de France

## Wichtige Platzierungen
| Grand Tour            | 2019 | 2020 | 2021 | 2022 | 2023 | 2024 | 2025 |
| --------------------- | ---- | ---- | ---- | ---- | ---- | ---- | ---- |
| Giro d’ItaliaGiro     | –    | –    | –    | –    | –    | 1    | –    |
| Tour de FranceTour    | –    | 1    | 1    | 2    | 2    | 1    | 1    |
| Vuelta a EspañaVuelta | 3    | –    | –    | –    | –    | –    |      |

| Weltmeisterschaft        | 2019 | 2020 | 2021 | 2022 | 2023 | 2024 | 2025 |
| ------------------------ | ---- | ---- | ---- | ---- | ---- | ---- | ---- |
| StraßenrennenStraße      | 18   | 33   | 37   | 19   | 3    | 1    |      |
| EinzelzeitfahrenEZF      | –    | –    | 10   | 6    | 22   | –    |      |
| MannschaftszeitfahrenMZF | 7    | –    | –    | –    | –    | –    |      |

| Monument                 | 2019 | 2020 | 2021 | 2022 | 2023 | 2024 | 2025 |
| ------------------------ | ---- | ---- | ---- | ---- | ---- | ---- | ---- |
| Mailand–Sanremo          | –    | 12   | –    | 5    | 4    | 3    | 3    |
| Flandern-Rundfahrt       | –    | –    | –    | 4    | 1    | –    | 1    |
| Paris–Roubaix            | –    | –    | –    | –    | –    | –    | 2    |
| Lüttich–Bastogne–Lüttich | 18   | 3    | 1    | –    | DNF  | 1    | 1    |
| Lombardei-Rundfahrt      | –    | –    | 1    | 1    | 1    | 1    |      |